# Бразильский венето
Бразильский венето, или тальян (Taliàn) — диалект современного венетского языка, на котором в основном говорят на винодельческой территории штата Риу-Гранде-ду-Сул в Бразилии. На бразильском венето также говорят в некоторых частях на севере соседнего штата Санта-Катарина.
Несмотря на похожие названия, бразильский венето (тальян) не является производным для стандартного итальянского языка (на самом деле называется грамматическим итальянским в Бразилии), но в основном это смесь венетских диалектов под влиянием других диалектов Северной Италии, а также местного португальского языка.

## Носители
На бразильском венето говорят в основном в южных бразильских штатах Риу-Гранде-ду-Сул, Санта-Катарина и Парана. В 2009 году, в городе Серафина-Корреа (штат Риу-Гранде-ду-Сул), бразильский венето (тальян) избран в качестве соофициального (второго официального) языка, наряду с португальским.
По некоторым оценкам, сегодня насчитывается до 1 000 000 носителей тальян. Справочник Ethnologue сообщил о 4 000 000 носителях по состоянию на 2006 год.